# Красовский, Феодосий Николаевич
Феодо́сий Никола́евич Красо́вский (14 [26] сентября 1878, Галич, Костромская губерния, Российская империя — 1 октября 1948, Москва, СССР) — советский астроном-геодезист, член-корреспондент АН СССР (1939). Под его руководством были определены размеры земного референц-эллипсоида (эллипсоид Красовского).

## Биография
Феодосий Красовский родился 14 (26) сентября 1878 года в Галиче Костромской губернии (ныне Костромская область). Окончил в 1900 году Константиновский межевой институт (ныне МГУГИК, МИИГАиК) в Москве, с 1907 года он стал там преподавать: с 1912 года — заведующий кафедрой, с 1917 — ординарный профессор, в 1919—1921 годах — ректор. Одновременно, в 1907—1918 годах преподавал в Московском техническом училище.
Возглавлял астрономо-геодезические работы в СССР с 1924 по 1930 годы. В 1928 году основал ЦНИИГАиК (Центральный НИИ Геодезии, Аэрофотосъёмки и Картографии) и был его директором по 1930 год, а потом по 1937 год — директором по научной части.
В 1928 году Красовский разработал перспективную программу астрономо-геодезических работ, которая предусматривала построение на территории СССР астрономо-геодезической сети в целях обоснования топографических съёмок и решения научных проблем геодезии, связанных с определением фигуры и размеров Земли. В последующем она нашла отражение в Основных положениях о построении государственной опорной геодезической сети СССР (1939 г.).
К середине 1970-х этой сетью была покрыта вся территория СССР, а на значительной её части созданы сплошные сети государственной триангуляции, служащей непосредственной основой для топографических съёмок и инженерно-геодезических работ. Был избран членом-корреспондентом АН СССР по отделению математических и естественных наук (геодезия) 29 января 1939 года.
В 1940 году Красовский и Александр Александрович Изотов по результатам градусных измерений определили эллипсоид, который стал стандартным для геодезических работ в СССР и некоторых других странах.
Умер 1 октября 1948 года. Похоронен в Москве на Введенском кладбище (22 уч.).

## Схема Красовского
Работа Ф. Н. Красовского была первой пробой научного исследования по построению пространственной геодезической сети на территории огромной страны. Он показал, что полигоны триангуляции 1 класса должны строиться звеньями не 300—500 км, как это было принято в схеме 1910 г., а звеньями длиною около 200 км и периметр полигонов должен быть уменьшен до 800 км. Принимая во внимание возможности технических средств для уравнительных вычислений, Ф. Н. Красовский дал схему построения основных рядов и сетей 2 класса с расчётом, чтобы их уравнивание было удобно и просто. По его предложению ряды 2 класса должны делить политон 1 класса на 6 частей. Части рядов, примыкающих к рядам триангуляции 1 класса, он рассматривал как выступы звеньев полигона, которые можно уравнивать отдельно и тем облегчить уравнивание рядов 2 класса. Для того чтобы уменьшить пространство между рядами 1 и 2 классов, Ф. Н. Красовский предложил проложить цепи основной сети 2 класса вдоль двух звеньев 4 класса и с обеих сторон среднего ряда 2 класса. Остальное пространство должно покрываться заполняющей сетью 2 класса. В зависимости от потребности сеть 1 и 2 классов должна сгущаться триангуляцией 3 и 4 классов.
Предвидя возможность некоторого изменения схемы в зависимости от местных условий, Ф. Н. Красовский считал, что во всяком случае должны обязательно выполняться следующие положения: периметр полигона 1 класса не должен превышать 800 км; в каждом узле полигона измеряется базис и выполняются точные астрономические определения широты, долготы и азимута; расстояния между рядами 2 класса одного направления или между рядами 2 класса и им параллельными рядами 1 класса не должны превышать 100 км; триангуляцию 2 класса подразделять на три разряда; в каждой системе, заполняющей сети, должна быть обеспечена возможность общего уравнивания всех треугольников, её составляющих. По его предложению углы треугольников должны иметь ошибки, не превышающие в триангуляции 4 класса 0,7", в основных рядах 2 класса и основных сетях — 4", в заполняющей сети 2 класса — 2". Схема государственной триангуляции, предложенная Ф. Н. Красовским, нашла полное отражение в инструкциях по триангуляции 1 класса 1928 г. и инструкции по триангуляции 2 класса 1930 г..

## Награды и премии
- заслуженный деятель науки и техники РСФСР (6 января 1943)
- Сталинская премия I степени (22 марта 1943) — за научный труд: «Руководство по высшей геодезии», опубликованный в 1942 году
- Сталинская премия II степени (1952, посмертно) — за исследования по установлению формы и размеров Земли
- орден Ленина (10 июня 1945)
- орден Трудового Красного Знамени
- медали

## Память
- В 1970 г. Международный астрономический союз присвоил имя Феодосия Николаевича Красовского кратеру на обратной стороне Луны.
- Центральным правлением Российского общества геодезии, картографии и землеустройства за лучшие научно-технические разработки в геодезии и картографии присуждается премия имени Ф. Н. Красовского[2].
- Премия Правительства Российской Федерации в области геодезии и картографии имени Феодосия Николаевича Красовского (Постановление Правительства Российской Федерации от 12 апреля 2024 г. № 464)[3].
- Хребет Красовского в Антарктиде в районе массива Вольтат (Земля Королевы Мод, 71°30′ ю.ш., 12°28′ в.д., хребет открыт и нанесён на карту в 1961 году Советской Антарктической экспедицией, название присвоено не позже 1965 года)[4].
- Мыс Красовского (Баренцево море, Земля Франца-Иосифа, остров Брейди)[4].

## Сочинения
- Красовский Ф. Н. Избранные сочинения, т. 1—4, М., 1953—55.
- Красовский Ф. Н. Схема и программа государственной триангуляции. Издание Главного Геодезического комитета ВСНХ СССР, М., 1928 г.